# Cena in casa di Simone (Veronese Milano)
La Cena in casa di Simone è un dipinto a olio su tela (275x710cm) di Paolo Veronese, completato nel 1570 e conservato nella Pinacoteca di Brera a Milano. Fu dipinto per il convento veneziano di San Sebastiano, ed appartiene alla celebre serie delle monumentali "Cene", dipinte da Veronese per i cenacoli dei conventi.

## Storia
L'opera venne dipinta da Paolo Caliari, detto il Veronese, per il convento veneziano di San Sebastiano, che ospitava i frati della Congregazione di San Girolamo. Fu terminata nel 1570, a pochi anni dalla costruzione del convento avvenuta nella prima metà del Cinquecento. Per la chiesa del monastero il pittore realizzò un importante ciclo di opere, ancora in situ, e in essa fu sepolto alla sua morte a testimonianza della devozione che lo legava a tale luogo.
A seguito delle soppressioni dei conventi deliberate da Napoleone, la tela pervenne a Brera nel 1817.

## Descrizione e stile
Appartiene alla fase matura dell'artista, che la realizzò all'età di quarantadue anni, a capo di una delle più affermate botteghe pittoriche della Venezia del tempo. È parte della celebre serie delle monumentali "Cene", dipinte da Veronese per decorare i cenacoli dei conventi veneziani, secondo una tradizione risalente al secolo precedente. Essa fu dipinta dopo le famose ed immense Nozze di cana, realizzate per il Monastero benedettino di San Giorgio Maggiore e conservate al Louvre, e dopo la tela del medesimo soggetto conservato nella Galleria Sabauda di Torino, originariamente nel Monastero dei Santi Nazaro e Celso a Verona.
Condivide con queste opere la monumentale scenografia architettonica che fa da cornice alla scena, di impronta classica, derivata dalle coeve architetture di Palladio, per il quale lo stesso Veronese aveva collaborato alla decorazione di Villa Barbaro a Maser. La scena è infatti ambientata nella corte di una lussuosa villa di campagna, della quale si intravede il giardino al di là del portale che occupa il centro della tela. L'effetto di imponenza è ottenuto anche grazie alla composizione rigidamente simmetrica delle architetture e dei tavoli disposti a "L".
La scena è ritratta con una caratteristica visione da sotto in su, in considerazione dell'originaria collocazione del dipinto in posizione rialzata rispetto allo spettatore. Tale taglio compositivo conferisce imponenza e monumentalità a tutte le figure.
L'episodio evangelico è calato in un'ambientazione metaforica, contemporanea al pittore, che lo rappresenta all'interno di una festa mondana della Venezia del tempo. L'atmosfera è infatti quella di un sontuoso banchetto della Serenissima, fedelmente rappresentato nella ricchezza dei costumi degli invitati, delle stoviglie e delle pietanze. La scena evangelica della Maddalena che unge i piedi di Cristo con olio profumato è spostata all'estrema sinistra, e su di essa convergono gli sguardi di molti degli invitati. Numerosi tuttavia sono i personaggi di contorno e i particolari profani che conferiscono un notevole senso di movimento, quali la zuffa fra animali al centro del dipinto. Per questi particolari irriverenti questo dipinto fu tra quelli citati nel processo dell'Inquisizione subito dal Caliari nel 1573.
La grande ricchezza cromatica che caratterizzava il dipinto, e che costituisce una delle maggiori peculiarità dell'arte del Caliari, è purtroppo offuscata dalle condizioni non ottimali del dipinto, sottoposto a puliture e ridipinture nel corso dei secoli.